# 市立病院前駅
市立病院前駅（しりつびょういんまええき）は、沖縄県那覇市古島にある、沖縄都市モノレール線（ゆいレール）の駅である。駅番号は13。
計画当時の仮称は「末吉駅（すえよしえき）」であった。

## 歴史
- 2003年（平成15年）8月10日：那覇空港駅 - 首里駅間開業と同時に開業[2][3]。
- 2014年（平成26年）10月20日：ICカード「OKICA」の利用が可能となる[4][5]。
- 2020年（令和2年）3月10日：ICカード「Suica」の利用が可能となる[6][7][8]。

## 駅構造
島式ホーム1面2線を有する高架駅である。エスカレーター・エレベーター・那覇市立病院との連絡通路がある。

### のりば
| 番線 | 路線                  | 方向 | 行先           |
| ---- | --------------------- | ---- | -------------- |
| 1    | ■沖縄都市モノレール線 | 下り | てだこ浦西方面 |
| 2    | ■沖縄都市モノレール線 | 上り | 那覇空港方面   |

### 駅設備
- コインロッカー - 改札内
- 公衆電話 - 改札内
- 自動販売機（飲料） - 改札外
- トイレ - 改札内

## 利用状況
2020年度の1日平均乗車人員は842人である。
開業後の1日平均乗降人員および乗車人員の推移は下記の通り。
| 年度               | 1日平均 乗降人員 | 1日平均 乗車人員 | 出典     |
| ------------------ | ---------------- | ---------------- | -------- |
| 2003年（平成15年） | 1,569            | 854              | [ * 1 ]  |
| 2004年（平成16年） | 1,578            | 848              | [ * 2 ]  |
| 2005年（平成17年） | 1,646            | 892              | [ * 3 ]  |
| 2006年（平成18年） | 1,610            | 879              | [ * 4 ]  |
| 2007年（平成19年） | 1,540            | 821              | [ * 5 ]  |
| 2008年（平成20年） | 1,599            | 845              | [ * 6 ]  |
| 2009年（平成21年） | 1,540            | 824              | [ * 7 ]  |
| 2010年（平成22年） | 1,529            | 807              | [ * 8 ]  |
| 2011年（平成23年） | 1,596            | 846              | [ * 9 ]  |
| 2012年（平成24年） | 1,592            | 844              | [ * 10 ] |
| 2013年（平成25年） | 1,604            | 861              | [ * 11 ] |
| 2014年（平成26年） | 1,560            | 830              | [ * 12 ] |
| 2015年（平成27年） | 1,562            | 818              | [ * 13 ] |
| 2016年（平成28年） | 1,603            | 844              | [ * 14 ] |
| 2017年（平成29年） | 1,671            | 881              | [ * 15 ] |
| 2018年（平成30年） |                  | 972              | [ * 16 ] |
| 2019年（令和元年） | 1,897            | 1,000            |          |
| 2020年（令和02年） | 1,357            | 713              |          |
| 2021年（令和03年） |                  | 723              |          |
| 2022年（令和04年） |                  | 842              |          |

## 駅周辺

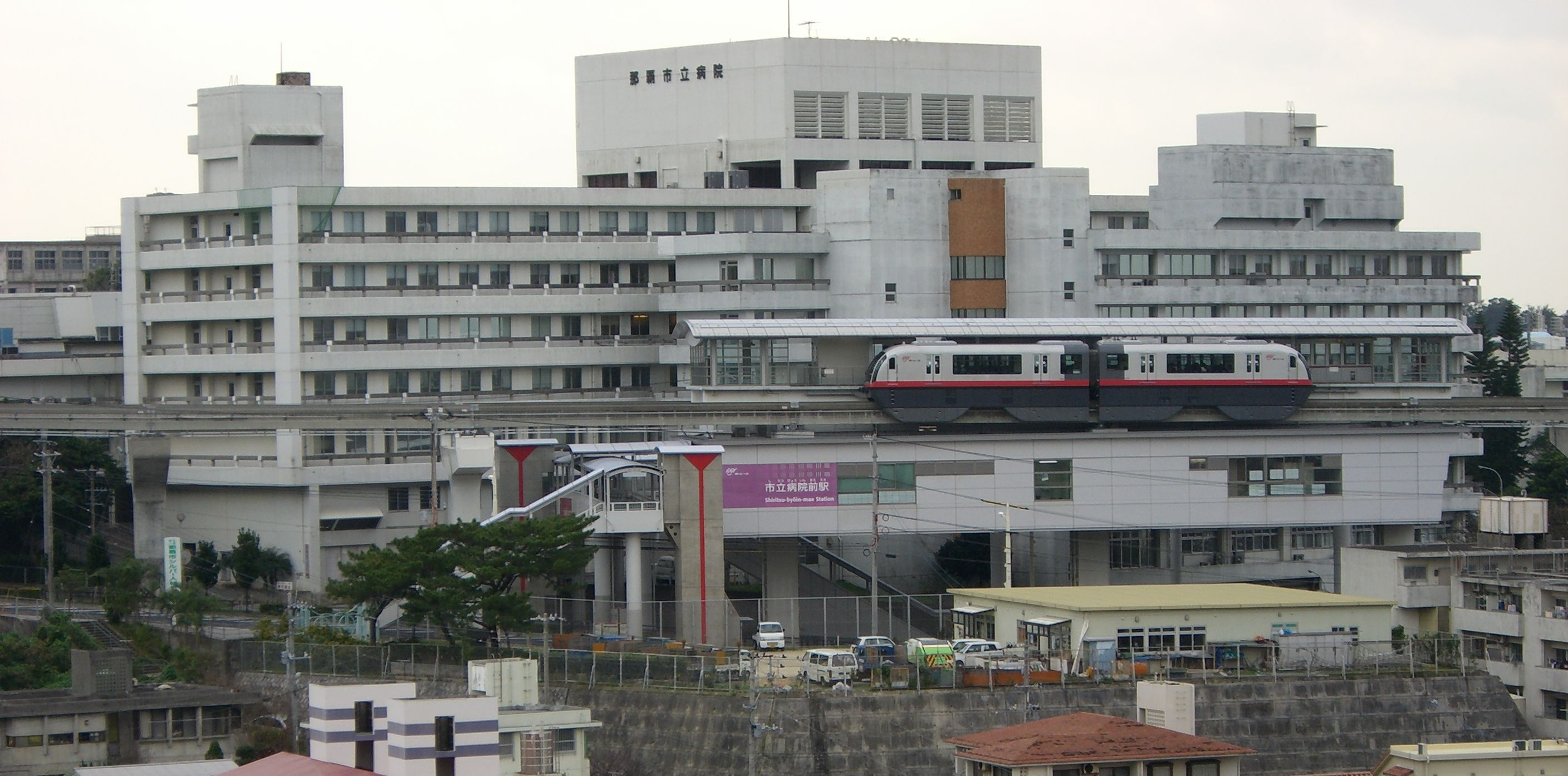
市立病院前駅と那覇市立病院

- 那覇市立病院 - 駅直結
- 末吉公園・末吉宮跡
- 瑞穂酒造
- 首里末吉郵便局
- 那覇市立松島小学校
- 那覇市立松島中学校

## バス路線
路線詳細は沖縄本島のバス路線を参照。
那覇市立病院前バス停
- 11番・安岡宇栄原線　（那覇バス）
- 333番・那覇西原（末吉）線　（那覇バス）

## その他
- 駅到着時の車内チャイムは、宮古民謡「クイチャー」を編曲したものが流れる[15]。

## 隣の駅
沖縄都市モノレール
■沖縄都市モノレール線（ゆいレール）
古島駅 (12) - 市立病院前駅 (13) - 儀保駅 (14)

### 記事本文

### 利用状況
1. ↑  沖縄県統計年鑑 - 沖縄県
2. ↑  那覇市統計書 - 那覇市

那覇市統計書
1. ↑  第44回那覇市統計書（平成16年版） (PDF)  - 167ページ
2. ↑  第45回那覇市統計書（平成17年版） (PDF)  - 167ページ
3. ↑  第46回那覇市統計書（平成18年版） (PDF)  - 169ページ
4. ↑  第47回那覇市統計書（平成19年版） (PDF)  - 169ページ
5. ↑  第48回那覇市統計書（平成20年版） (PDF)  - 169ページ
6. ↑  第49回那覇市統計書（平成21年版） (PDF)  - 169ページ
7. ↑  第50回那覇市統計書（平成22年版） (PDF)  - 169ページ
8. ↑  第51回那覇市統計書（平成23年版） (PDF)  - 167ページ
9. ↑  第52回那覇市統計書（平成24年版） (PDF)  - 167ページ
10. ↑  第53回那覇市統計書（平成25年版） (PDF)  - 167ページ
11. ↑  第54回那覇市統計書（平成26年版） (PDF)  - 165ページ
12. ↑  第55回那覇市統計書（平成27年版） (PDF)  - 165ページ
13. ↑  第56回那覇市統計書（平成28年版） (PDF)  - 165ページ
14. ↑  第57回那覇市統計書（平成29年版） (PDF)  - 165ページ
15. ↑  第58回那覇市統計書（平成30年版） (PDF)  - 165ページ
16. ↑  第59回那覇市統計書（令和元年版） (PDF)  - 165ページ